# Eurosat
Die Eurosat war bis 2017 eine Dunkelachterbahn im Europa-Park in Rust. Danach wurde sie umgebaut und 2018 als Eurosat – CanCan Coaster wiedereröffnet.

## Daten
Die Bahn wurde am 5. August 1989 eröffnet und ist damit die älteste „typische“ Achterbahn des Parks. Sämtliche Schienenanlagen befinden sich in einer rund 45 Meter hohen silbernen geodätischen Kuppel – der größten Deutschlands. Sie besteht aus 1.504 Dreiecken und wurde von der Firma Mero aus Würzburg gebaut. Sie ist von weitem sichtbar und gehört zu den Wahrzeichen des Parks.
Ebenso wie die Euro-Mir wurde die Eurosat vom eigenen Fahrgeschäfthersteller Mack angefertigt. Die Fahrgeschwindigkeit betrug rund 60 km/h, die Fahrzeit (inkl. Aufstieg) 3:20 Minuten. Mit einer Transportkapazität von rund 1600 Personen pro Stunde hatte die Bahn eine der höchsten Kapazitäten des Parks, womit hier auch die Wartezeiten kürzer waren. Bei der ursprünglichen Planung der Bahn hatte man noch eine Helix mehr vorgesehen, diese musste jedoch aufgrund der als zu hoch befürchteten Intensität der Bahn aufgegeben werden. Ein Modell im Historama des Europaparks zeigt das Innere der Eurosat mit dieser geplanten Helix und getrenntem Ein- und Ausgang.
Eurosat besaß sieben Züge mit jeweils acht Wagen. In jedem Wagen konnten zwei Personen nebeneinander Platz nehmen.
Im echten Fahrbetrieb wurden maximal sechs Züge eingesetzt, da es unter Realbedingungen nicht möglich war, die Züge ohne Verzögerung zu be- und entladen. Bei sieben Zügen auf der Strecke bestand die Gefahr, dass sich ein Rückstau von mehr als einem Zug hinter dem Bahnhof bilden würde, was letztendlich zu einem Nothalt in den Blockbremsen geführt hätte. Daher verzichtete man ganz bewusst auf den Einsatz des siebten Zuges und erreichte trotzdem an Spitzentagen eine Kapazität von mehr als 18.000 Fahrgästen am Tag.

## Thema
Die Eurosat stand im französischen Themenbereich des Parks und befasste sich wie die Euro-Mir mit dem Thema Weltall. So erinnerte die gesamte Anlage auch an die real existierende Raumfahrt wie aber auch an Abenteuer aus der Science-Fiction.
Zu bestimmten Feierlichkeiten wurde die Kuppel umdekoriert, so wurde sie zu Halloween durch orange Stoffbahnen zu einem Kürbis, mit einer Schleife versehen an Weihnachten sowie zum 30-, 35- und 40-jährigen Jubiläum des Parks, und zur Fußball-Weltmeisterschaft 2006 wurde Eurosat zum weltgrößten Fußball.
Zusätzlich wurde während der Halloweenwochen ein Schild mit der Aufschrift Pumpkin Coaster im Eingangsbereich angebracht, um die Umgestaltung zu vervollständigen.

## Soundtrack

Eurosat als Pumpkin Coaster zu Halloween

Der Soundtrack der Eurosat hatte ursprünglich aus einem orchestralen Thema bestanden. Am 2. Dezember 2013 hat der Park den Originalsoundtrack auf der CD Dreams of Music Classics – Historische Soundtracks aus dem Europa-Park veröffentlicht. Auf der CD enthalten ist unter anderem der ursprüngliche Track Moebius Strip, welcher im Aufzug der Bahn lief.
Seit dem Jahr 2000 benutzte die Bahn jedoch einen neuen Track der Gruppe Stark Fader. Der Titel des Stückes ist In a Second Orbit und es konnte im Shop der Eurosat auf CD gekauft werden. Im Aufzug der Bahn war das Stück aufgesplittet, sodass im unteren Teil nur die Strings (hauptsächlich Synthesizer-Pads, bzw. Flächen), im mittleren Teil nur die Beats, und im oberen nur der Lead Synth zu hören waren. Am Ende des Aufzuges wurde dann ein Countdown abgespielt, der genau dann bei Null endete, wenn der erste Wagen des Zuges den Trommellift verließ. Der genaue Text lautete: „Ten, nine, ignition sequence starts, six, five, four, three, two, one, zero. All Engines running!“ und war somit identisch mit dem dazugehörigen Ausschnitt des Countdowns der Apollo 11 Mission.
In der Warteschlange lief der Track Transorbital, welcher ein Remix von In a Second Orbit war. Der Countdown wurde passend zu den jeweiligen „Verkleidungen“ der Bahn verändert. So lief zur Fußball-WM 2006 ein Torjubel. In der Wintersaison wurde die Musik durch den Track Santa's in the Orbit, eine an die Wintersaison angepasste Version von In a Second Orbit ersetzt. Der Countdown lautete: „Hier spricht der Weihnachtsmann! Ho ho ho! Das ist doch verrückt … Sattelt die Rentiere! Yeah! All engines running! Frohe Weihnacht!“. Jährlich zu Halloween wurde nicht nur der Countdown verändert, sondern die Musik komplett ausgetauscht. Das Lied He's Been Waiting for the Storm, ebenfalls von der Gruppe Stark Fader komponiert, ersetzte in dieser Zeit In a second Orbit. Der Countdown am Ende des Liftes lautete zu dieser Zeit: „Ha hahaha hahahaha ha! Ten, nine, time to crash! Two, one, Zero! Hahaha ha!“.

## Umbau zum Eurosat-CanCan-Coaster
Eurosat wurde am 5. November 2017 für die Besucher geschlossen und grundlegend erneuert. Das Schienenmaterial wurde komplett ersetzt, das Streckenlayout der Bahn sollte in Gedenken an den Europa-Park-Mitgründer Franz Mack nur geringfügig geändert und an die derzeit geltenden Sicherheitsvorgaben angepasst werden. Die alten Stützen blieben jedoch erhalten. Ende Mai 2018 wurde die große Kuppel wieder geschlossen, nachdem sie für den Schienenaustausch nach Ende der Sommersaison 2017 geöffnet wurde.
Der Eingangsbereich der Eurosat wurde an die Architektur des französischen Themenbereichs angeglichen und somit besser in den Themenbereich integriert. Dazu gehört auch eine Nachbildung der roten Mühle des Pariser Moulin Rouge. Die Neueröffnung fand am 13. September 2018 statt, die Eurosat trägt seit diesem Zeitpunkt den Namen Eurosat – CanCan Coaster.
Zusätzlich zum Eingang für die normale Warteschlange wurde ein weiterer Eingang für eine VR-Attraktion gebaut. Mithilfe einer Drehscheibe können Züge abwechselnd vom normalen Bahnhof und vom VR-Bahnhof auf die Hauptstrecke fahren. Diese VR-Attraktion trägt seit der Saison 2024 den Namen „Das Phantom der Oper Coastiality“ und basiert auf dem renommierten Roman „Das Phantom der Oper“ von Gaston Leroux, einem französischen Journalisten und Schriftsteller. Dieses Werk ist insbesondere durch seine vielfältigen musikalischen Umsetzungen einem breiten Publikum bekannt geworden.  Der Begriff Coastiality, der auch für die anderen VR-Attraktionen des Europa-Parks verwendet wird, ist ein Kofferwort aus Coaster (Achterbahn) und Virtual Reality. Mit dem VR-Zugang wurde gleichzeitig eine Nutzungsmöglichkeit für Rollstuhlfahrer geschaffen, da dieser Eingang einen separaten Aufzug besitzt.
Der Soundtrack Eurosat CanCan Coaster für die Neueröffnung 2018 wurde vom Komponist Eric Babak produziert. Für die Neueröffnung 2018 wurde eine Orchester-Version vom Klassiker „In a second Orbit“, welches in der Haspel zu hören ist, komponiert. Eingespielt wurde es mit echtem Orchester und einem Chor mit 32 Personen. Der gesamte neue Soundtrack und das Sounddesign für den Wartebereich wurde für die Neueröffnung im September 2018 von Eric Babak komponiert und produziert.